# Ricardo dos Santos (surf)
Pour les articles homonymes, voir Ricardo dos Santos.
Ricardo dos Santos est un surfeur professionnel brésilien né le 23 mai 1990 à Palhoça, dans l'État de Santa Catarina, et mort le 20 janvier 2015 à Florianópolis.

## Biographie
Spécialiste des grosses vagues, il remporte les trials du Billabong Pro Teahupoo en 2011 et 2012.
Le 19 janvier 2015,  il est grièvement blessé par balles  par un policier en état d'ébriété qui était garé devant la maison de Ricardo. Il décède le lendemain à l'hôpital São José de Florianópolis. Le policier a été poursuivi en justice.

## Palmarès et résultats
- 2010 :
  - 4e du Quiksilver PE Pro à San Pedro Mixtepec (Mexique)
  - 3e du Super Surf International à Florianópolis (Brésil)

- 2012 :
  - 3e du Hang Loose Pro à Fernando de Noronha (Brésil)

- 2013 :
  - 3e du Rip Curl Piedras Negras Pro dans la province d'Ilo (Pérou)